# Methcathinon
Methcathinon (Ephedron oder Szenenamen: CAT, JEFF) ist ein Psychostimulans, strukturell ähnlich dem Methamphetamin.

## Nichtmedizinischer Gebrauch

### Wirkung berauschender Dosierungen
Der Konsum verursacht Euphorie, verringert das Schlafbedürfnis und steigert die physische Leistungsfähigkeit. Das sexuelle Verlangen wird gesteigert. Hunger- und Durstgefühl werden gemindert. Die Wirkung ist ähnlich der von Amphetamin. Die Wirkung hält bis zu 12 Stunden und kann durch den weiteren Konsum verlängert werden. Danach ist mit starker Erschöpfung zu rechnen.

### Gefahren mangelhafter Synthese
Bei der Synthese von Methcathinon werden Ephedrin oder Pseudoephedrin zu Methcathinon oxidiert. Als Oxidationsmittel dient fallweise Kaliumpermanganat, was bei mangelhafter Synthese zu einer Manganvergiftung führen kann. Über den Blutkreislauf gelangt das Mangan ins Gehirn, wo es sich primär in den Basalganglien ablagert und zu  Parkinsonismus führt. Die Symptome unterscheiden sich teilweise vom Parkinsonsyndrom in fehlendem Ruhetremor, fehlendem Ansprechen auf L-Dopa, Hypophonie etc. Die Schäden gelten als irreversibel und eine Rekonvaleszenz von dem schwer zu behandelnden Parkinsonismus als unwahrscheinlich.

### Konsumformen und Szenenamen
CAT wird meist nasal konsumiert; kann aber auch oral oder geraucht konsumiert werden.

## Chemie
Die Herstellung erfolgt (unter anderem) durch eine Oxidationsreaktion von Ephedrin oder Pseudoephedrin.

## Rechtsstatus
In der Bundesrepublik Deutschland ist Methcathinon in Anlage I des BtMG als nicht verkehrsfähiges und nicht verschreibungsfähiges Betäubungsmittel aufgeführt; der Umgang ohne Erlaubnis ist somit grundsätzlich strafbar.